# Пелагијска острва
Пелагијска острва (итал. Isole Pelagie) је мали архипелаг у Средоземном мору између Сицилије и туниске обале, који припада Италији.
Архипелаг се састоји од три острва Лампедуза, Линоса и Лампионе. Укупно обухватају 25,7 км², са 6,737 становника. Највеће острво је Лампедуза, са око 20,2 км² и 6.304 становника. Линоса је друго острво по величини 5,43 км² и 433 становника, са највећим врхом на брду Вулканико од 195 м. Треће острво Лампионе је најмање острво, ненасељено, површине 1,2 км², на којем је навиша тачка 36 м. 
На острвима је развијено виноградарство, гајење поврћа и рибарство, као и индустријска прерада рибе.